# Seedy Jatta
Seedyahmed Tijan Jatta (18 marzo 2003) è un calciatore norvegese, attaccante dello Sturm Graz.

## Carriera

### Club
Jatta è cresciuto nelle giovanili del Bjørndal, prima di entrare a far parte di quello dello Skeid e, successivamente, in quelle del Vålerenga. È stato aggregato alla prima squadra di quest'ultimo club a partire dalla stagione 2020, senza giocare però alcuna partita. Il 26 marzo 2021 ha rinnovato il contratto con il Vålerenga, fino al 31 dicembre 2023. Ha esordito in Eliteserien soltanto in data 30 maggio 2021: ha sostituito Amor Layouni nella vittoria casalinga per 3-1 arrivata sul Sandefjord. Il 24 giugno successivo ha trovato la prima rete nella massima divisione locale, nella vittoria per 0-2 in casa dello Stabæk. Il 22 luglio 2021 ha debuttato nelle competizioni UEFA per club, quando è stato titolare nella sconfitta per 4-0 subita sul campo del Gent. Il 20 settembre 2021 ha ulteriormente prolungato il contratto che lo legava al Vålerenga fino al 31 luglio 2025.
Il 17 agosto 2023 si è trasferito agli austriaci dello Sturm Graz, per cui ha firmato un accordo pluriennale. Ha esordito in Bundesliga in data 19 agosto, sostituendo Bryan Teixeira nella vittoria per 0-1 arrivata in casa dell'Austria Lustenau. Il 21 ottobre seguente ha siglato il primo gol nella massima divisione austriaca, nel successo per 2-1 sull'Hartberg.

### Nazionale
Jatta ha giocato per tutte le rappresentative giovanili norvegesi. Per quanto riguarda la Norvegia under 21, ha debuttato in data 19 novembre 2022, sostituendo Emil Ceide nel pareggio per 1-1 arrivato contro la Francia.
Il 31 maggio 2023 è stato incluso tra i convocati del commissario tecnico Leif Gunnar Smerud in vista dell'imminente campionato europeo Under-21. Ha siglato il primo gol per la Norvegia Under-21 il 21 marzo 2024, nella vittoria per 1-2 sull'Olanda.

## Statistiche

### Presenze e reti nei club
Statistiche aggiornate al 5 novembre 2024.
| Stagione          | Club              | Campionato        | Campionato | Campionato | Coppe nazionali | Coppe nazionali | Coppe nazionali | Coppe continentali | Coppe continentali | Coppe continentali | Supercoppe | Supercoppe | Supercoppe | Totale | Totale |
| Stagione          | Club              | Comp              | Pres       | Reti       | Comp            | Pres            | Reti            | Comp               | Pres               | Reti               | Comp       | Pres       | Reti       | Pres   | Reti   |
| ----------------- | ----------------- | ----------------- | ---------- | ---------- | --------------- | --------------- | --------------- | ------------------ | ------------------ | ------------------ | ---------- | ---------- | ---------- | ------ | ------ |
| 2020              | Vålerenga         | ES                | 0          | 0          | -               | -               | -               | -                  | -                  | -                  | -          | -          | -          | 0      | 0      |
| 2021              | Vålerenga         | ES                | 24         | 2          | CN              | 3               | 1               | UECL               | 2                  | 0                  | -          | -          | -          | 29     | 3      |
| 2022              | Vålerenga         | ES                | 20         | 1          | CN              | 3               | 2               | -                  | -                  | -                  | -          | -          | -          | 23     | 3      |
| gen.-ago. 2023    | Vålerenga         | ES                | 17         | 5          | CN              | 3               | 1               | -                  | -                  | -                  | -          | -          | -          | 20     | 6      |
| Totale Vålerenga  | Totale Vålerenga  | Totale Vålerenga  | 61         | 8          |                 | 9               | 4               |                    | 2                  | 0                  |            | -          | -          | 72     | 12     |
| ago. 2023-2024    | Sturm Graz        | BL                | 17         | 2          | CA              | 4               | 0               | UCL+UEL            | 0+3                | 0                  | -          | -          | -          | 24     | 2      |
| 2024-2025         | Sturm Graz        | BL                | 9          | 2          | CA              | 2               | 2               | UCL                | 4                  | 0                  | -          | -          | -          | 15     | 4      |
| Totale Sturm Graz | Totale Sturm Graz | Totale Sturm Graz | 26         | 4          |                 | 6               | 2               |                    | 7                  | 0                  |            | -          | -          | 39     | 6      |
| Totale            | Totale            | Totale            | 87         | 12         |                 | 15              | 6               |                    | 9                  | 0                  |            | -          | -          | 111    | 18     |

## Palmarès

### Club

#### Competizioni nazionali
- Campionato austriaco: 2

Sturm Graz: 2023-2024, 2024-2025